# PlayStation Store
PlayStation Store (також скорочено як PS Store) — це цифровий медіамагазин, доступний для користувачів PlayStation 3, PlayStation 4, PlayStation 5, PlayStation Vita та PlayStation Portable через PlayStation Network. Магазин пропонує широкий вибір завантажуваного вмісту як для покупки, так і безплатно. Доступний вміст охоплює повні ігри, надбудови вмісту, відтворюване демо, теми та трейлери для ігор / фільмів.
PlayStation Store оновлюється новим вмістом кожен вівторок у Північній Америці та Південній Америці, а по середах — у регіонах PAL.

## Доступ
Магазин доступний через значок на XrossMediaBar на PlayStation 3 та PlayStation Portable через Динамічне меню PlayStation 4 та піктограму LiveArea на PlayStation Vita. Послуга також доступна в Інтернеті на вебсайті Sony Entertainment Network.

### PSN майстер обліковий запис
Для доступу до PlayStation Store потрібен «майстер» обліковий запис PlayStation Network. Журнал всіх раніше придбаних елементів, відомий як «Список завантажень», реєструє повну завантаженість облікового запису PlayStation Store. Користувач-гість може використовувати список завантажень свого головного облікового запису для завантаження безплатного вмісту або придбання вмісту на іншій консолі, проте один обліковий запис може використовуватися лише на двох консолях. Було раніше п'ять, але станом на листопад 2011 року компанія Sony скоротила це до двох. Найновіша прошивка повинна бути встановлена на консолі для доступу до PlayStation Store.
Кожен головний обліковий запис пов'язаний з онлайн-віртуальним «гаманцем», до якого можна додати кошти. Цей кошик потім дебетується, коли покупка здійснюється з магазину. Гроші можна додати до кошика через різні системи оплати, хоча деякі з них недоступні в усіх країнах.

### Заборони й блокування доступу
Восени 2023 року, як повідомив ресурс Ulys Media, геймери з Казахстанy вже рік не можуть отримати доступ до PS Store. Казахські геймери зазнають труднощів через санкції, які призвели до недоступності офіційного онлайн-магазину PS Store у країні. За визначенням Sony, Казахстан раніше входив до російського регіону, що призвело до блокування доступу до магазину протягом останнього року. Більш того, корпорація Sony Group не планує відкривати доступ до акаунтів Sony PlayStation у Центральній Азії через те, що регіон визначається, як частина російського ринку. Ці обмеження відображають глобальні наслідки політичних та економічних рішень на розвиток культурних та розважальних індустрій.